# Enrique Barón Crespo
Enrique Barón Crespo (ur. 27 marca 1944 w Madrycie) – hiszpański prawnik i polityk, w latach 1986–2009 poseł do Parlamentu Europejskiego, w latach 1989–1992 jego przewodniczący

## Życiorys
Ukończył prawo na Uniwersytecie Complutense w Madrycie oraz ekonomię w paryskiej École supérieure des sciences économiques et commerciales (ESSEC). Jako adwokat specjalizował się w prawie pracy, w latach 1970–1977 bronił oskarżonych w procesach politycznych. Działał w ruchu opozycyjnym wobec frankizmu.
W 1977 wstąpił do Hiszpańskiej Socjalistycznej Partii Robotniczej (PSOE). W latach 1977–1987 był posłem do Kongresu Deputowanych, a w latach 1982–1985 również ministrem transportu, turystyki i komunikacji w rządzie Felipe Gonzáleza. Po wstąpieniu Hiszpanii do EWG został w 1986 deputowanym do Parlamentu Europejskiego, gdzie zasiadał nieprzerwanie do 2009.
W latach 1989–1992 był przewodniczącym PE z ramienia Partii Europejskich Socjalistów. W okresie 1999–2004 pełnił funkcję przewodniczącego frakcji PES. Od 1992 do 1995 kierował Komisją ds. Zagranicznych i Bezpieczeństwa, a od 2004 do 2007 Komisją Handlu Zagranicznego.